# Lineatriton orchimelas
Lineatriton orchimelas é uma espécie de salamandra da família Plethodontidae.
É endémica do México.
Os seus habitats naturais são: florestas subtropicais ou tropicais húmidas de baixa altitude.
Está ameaçada por perda de habitat.